# La Chapelle-Bouëxic
La Chapelle-Bouëxic (en bretó Chapel-ar-Veuzid) és un municipi francès, situat a la regió de Bretanya, al departament d'Ille i Vilaine. L'any 2006 tenia 1.087 habitants.

## Demografia
| 1962                                       | 1968 | 1975 | 1982 | 1990 | 1999 |
| ------------------------------------------ | ---- | ---- | ---- | ---- | ---- |
| 600                                        | 656  | 629  | 599  | 670  | 809  |
| Des de 1962: població sense dobles comptes |      |      |      |      |      |

## Administració
| Període | Identitat     | Partit |
| ------- | ------------- | ------ |
| -2008   | Jean Gicquel  |        |
| 2008-   | Roger Morazin | PS     |

## Galeria d'imatges

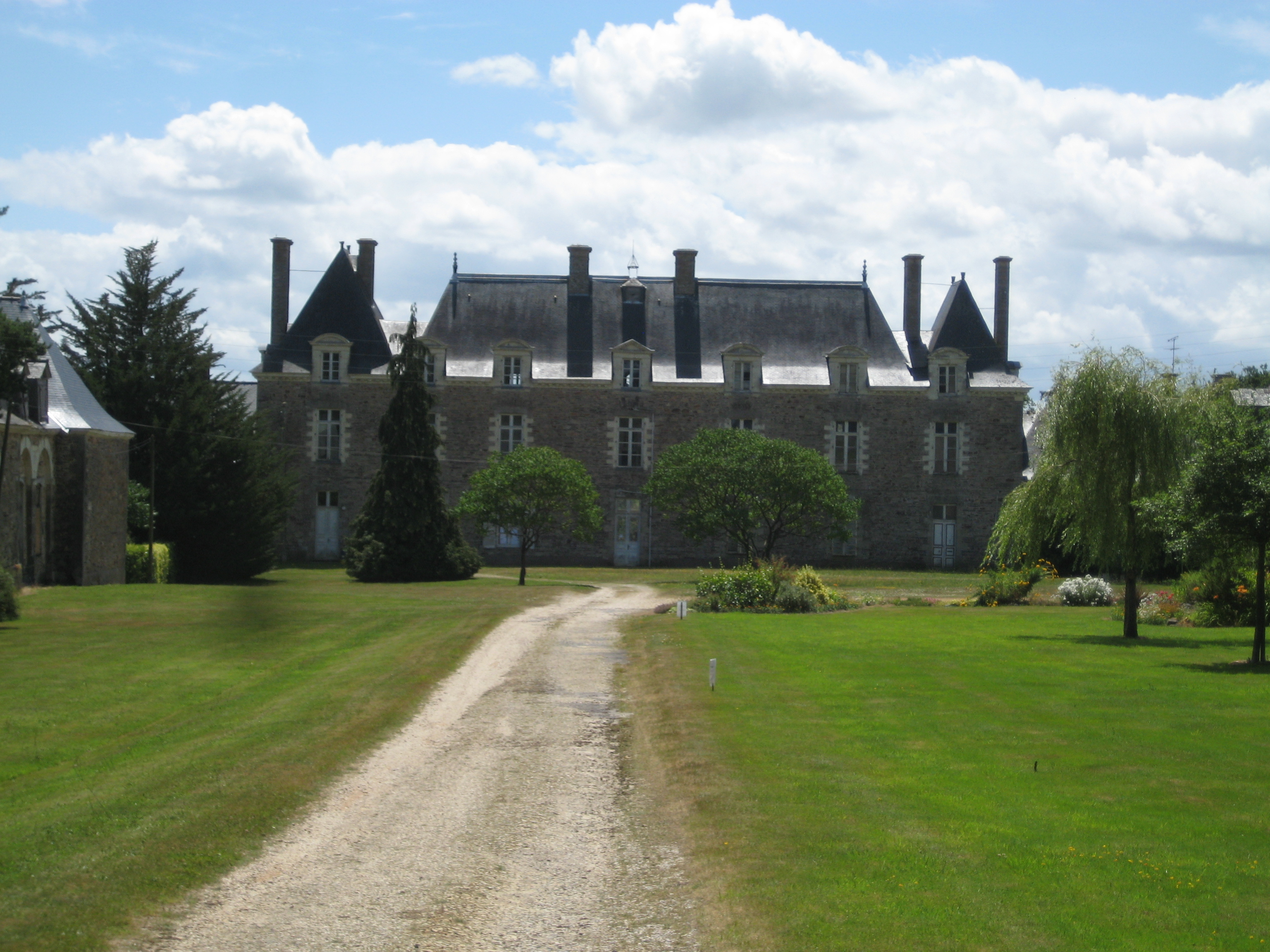
Castell
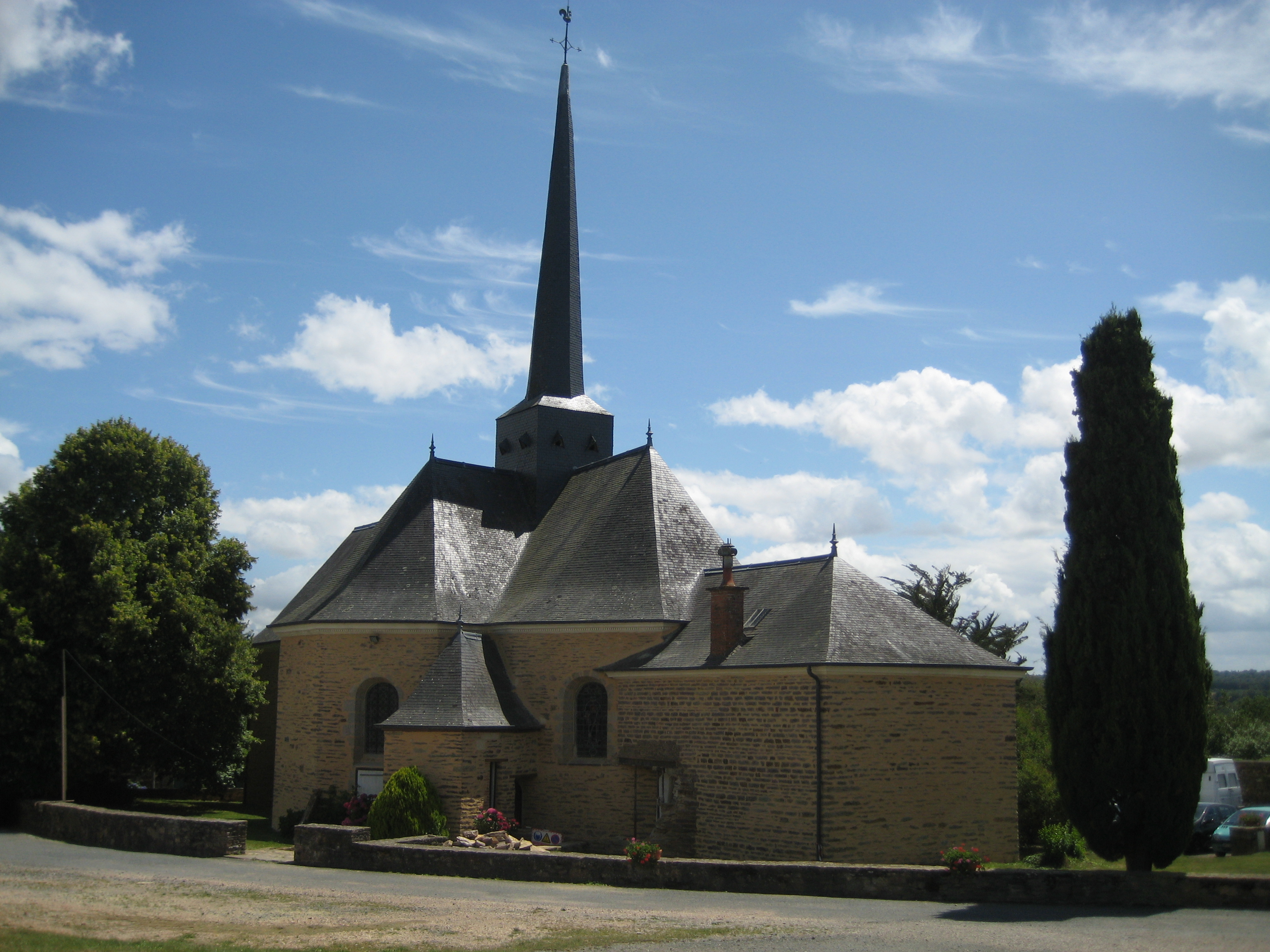
Església
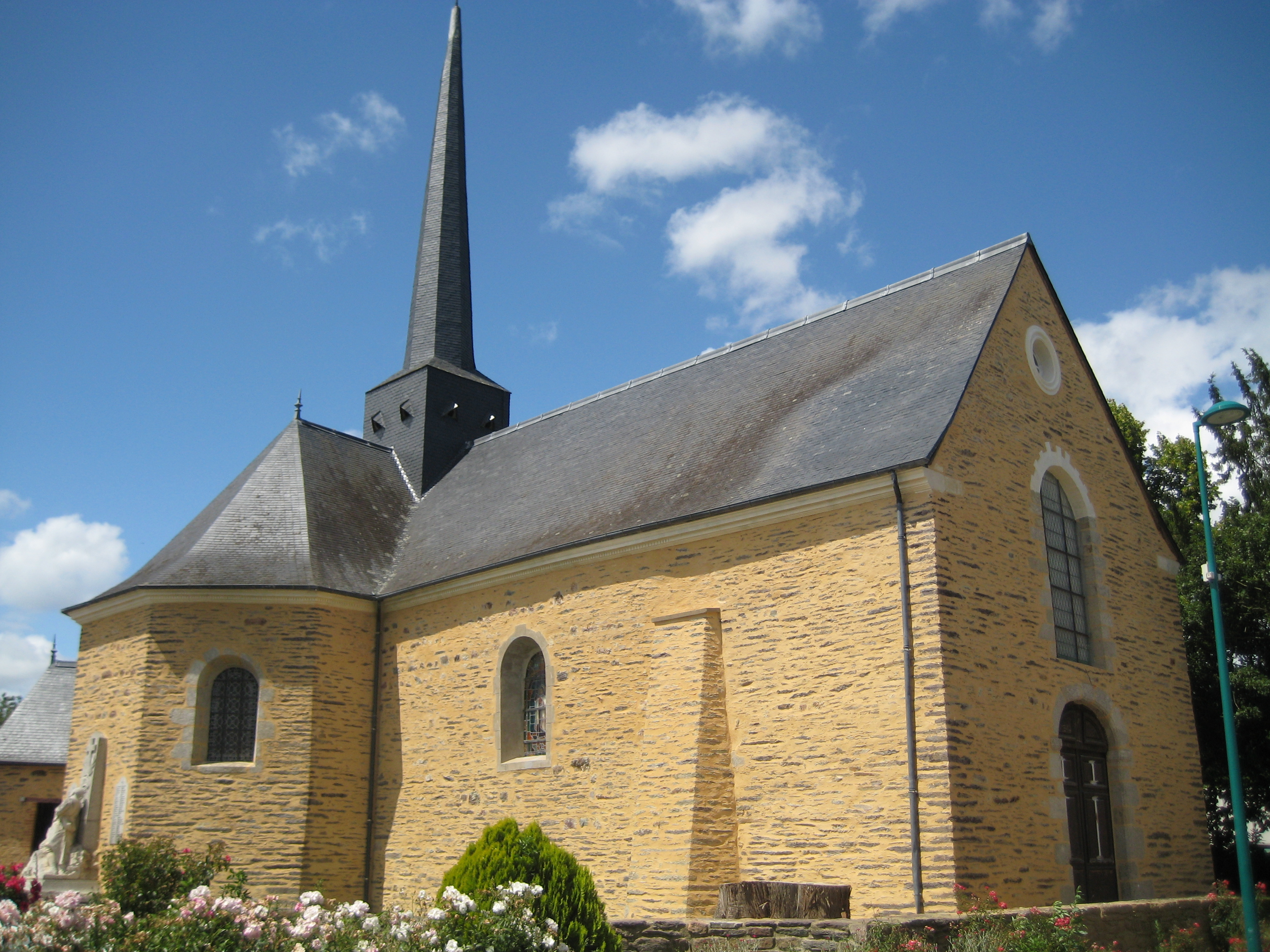
Església